# María José Navia
María José Navia (Santiago de Chile, 6 de julio de 1982) es una escritora y profesora chilena.

## Biografía
Estudió Literatura y Lingüística Hispánica en la Pontificia Universidad Católica de Chile y una maestría en Humanidades y Pensamiento Social en la Universidad de Nueva York (NYU). Es doctora en Literatura y Estudios Culturales por la Universidad de Georgetown. Desde 2016 es profesora de literatura en la Facultad de Letras de la Pontificia Universidad Católica de Chile.
Es autora de la novela SANT (Incubarte Editores, 2010), del libro electrónico de cuentos Las Variaciones Dorothy (Suburbano Ediciones, 2013), de las colecciones de cuentos Instrucciones para ser feliz (Sudaquia, 2015), que incluye el cuento Online, y Lugar (Ediciones de la Lumbre, 2017), de la novela Kintsugi (Kindberg, 2018) y de la colección de cuentos Una música futura (Kindberg, 2020).
Algunos de sus relatos han sido traducidos al inglés, al francés y al ruso y han formado parte de antologías en Chile, España, México, Bolivia, Rusia y Estados Unidos.
Tanto Lugar como Kintsugi están disponibles en formato audiolibro (en Leolento y Storytel, respectivamente), leídos por su autora.
Escribe reseñas literarias en su blog personal Ticket de Cambio. A finales del 2019 anunció un proyecto via Twitter, #366escritoras, donde diariamente durante el 2020 recomendaría a una escritora. Creó el hilo con el hashtag #366escritoras el 1 de enero y lo mantuvo hasta el 31 de diciembre de 2020, completando con éxito el proyecto planteado y consiguiendo que fuera un hilo muy compartido que daba visibilidad a la literatura escrita por mujeres.

## Obras

### Novelas
- 2010: SANT (Incubarte Editores)
- 2018: Kintsugi (Kindberg Chile, Himpar Colombia, Concreto Argentina)

### Colecciones de cuentos
- 2013: Las variaciones Dorothy (Suburbano Ediciones)
- 2015: Instrucciones para ser Feliz (Sudaquia)
- 2017: Lugar (Ediciones de la Lumbre)
- 2020: Una música futura (Kindberg)
- 2022: Todo lo que aprendimos de las películas, editorial Páginas de Espuma, ISBN 978-84-8393-327-5

## Premios y reconocimientos
- Premio del Público del Cosecha Eñe 2011 por su cuento Online.[3]
- Finalista del concurso de cuentos de la revista Paula en 2012 por su cuento Mudanzas.
- Finalista del Premio Cosecha Eñe 2017 por Blanco familiar.
- Finalista del Premio Municipal de Literatura de Santiago de Chile, 2018 por Lugar.
- Premio Mejores Obras Literarias categoría cuento inédito, 2019, por Una música futura.[9]